# Celtic Thunder: Voyage
Voyage es el octavo álbum de estudio del conjunto musical irlandés Celtic Thunder, lanzado oficialmente el 28 de febrero de 2012 por Decca Records.
Los vocalistas en esta octava producción oficial de estudio son George Donaldson, Ryan Kelly, Keith Harkin, Emmet Cahill, Neil Byrne  como nuevo integrante participa —el en ese entonces soprano— Daniel Furlong. La edición de 2015 cuenta además con Paul Byrom, Colm Keegan y Emmet O'Hanlon.

## Antecedentes
Voyage lleva a la audiencia a un viaje a través de los diferentes estilos de música celta e irlandesa: desde la temática tradicional con canciones como «Maid of Culmore» a canciones irlandesas más contemporáneas como «All Day Long» y «Galway Girl».
Voyage explora todos los aspectos de la música y la canción irlandesa. Voyage representa el viaje de desarrollo musical que cada solista ha emprendido desde el inicio de Celtic Thunder en sus cinco años de existencia. También es el primer espectáculo de Celtic Thunder donde todos los artistas tocan diferentes instrumentos. Keith Harkin toca la guitarra en su canción original «All Day Long», George y Neil también tocan la guitarra en «Cat’s In The Cradle» y «Song for the Mira» respectivamente, mientras que Ryan y Emmet tocan la flauta irlandesa y violín, respectivamente, durante la interpretación de «The Galway Girl».

## Lista de temas

### CD

#### Edición de 2012[3]
| Voyage |                                             |                                                       |          |  |
| N.º    | Título                                      | Intérprete(s)                                         | Duración |  |
| 1.     | «Dúlaman»                                   | Furlong / Donaldson / Kelly / Harkin / Cahill / Byrne | 2:31     |  |
| 2.     | «Isle of Hope, Isle of Tears»               | Emmet Cahill                                          | 4:28     |  |
| 3.     | «Past the Point of Rescue»                  | Neil Byrne                                            | 3:34     |  |
| 4.     | «Scorn Not His Simplicity»                  | George Donaldson                                      | 3:49     |  |
| 5.     | «Moondance»                                 | Ryan Kelly                                            | 4:17     |  |
| 6.     | «Song for the Mira»                         | Furlong / Donaldson / Kelly / Harkin / Cahill / Byrne | 3:32     |  |
| 7.     | «She’s Always A Woman»                      | Neil Byrne                                            | 3:23     |  |
| 8.     | «Friends In Low Places»                     | Ryan Kelly                                            | 4:12     |  |
| 9.     | «Over the Rainbow»                          | Daniel Furlong                                        | 2:28     |  |
| 10.    | «All Day Long»                              | Keith Harkin                                          | 3:38     |  |
| 11.    | «Cat’s In the Cradle»                       | George Donaldson                                      | 3:46     |  |
| 12.    | «Maid of Culmore»                           | Donaldson / Kelly / Harkin / Cahill / Byrne           | 2:51     |  |
| 13.    | «All Out of Love»                           | Keith Harkin                                          | 4:10     |  |
| 14.    | «This Is the Moment»                        | Emmet Cahill                                          | 3:33     |  |
| 15.    | «The Galway Girl»                           | Furlong / Donaldson / Kelly / Harkin / Cahill / Byrne | 2:58     |  |
| 16.    | «Falling Slowly» (Bonus Track)              | Damian McGinty                                        | 3:57     |  |
| 17.    | «Seven Drunken Nights (Live)» (Bonus Track) | Donaldson / Kelly / Harkin / Cahill / Byrne           | 4:17     |  |
| 61:13  |                                             |                                                       |          |  |

#### Edición de 2015
La reedición de 2015 cuenta con una nueva versión de un tema del lanzamiento original grabada por el nuevo integrante Emmett O'Hanlon, así mismo se han eliminado algunos temas.

| Voyage |                                                               |                                                       |          |  |
| N.º    | Título                                                        | Intérprete(s)                                         | Duración |  |
| 1.     | «Song for the Mira»                                           | Furlong / Donaldson / Kelly / Harkin / Cahill / Byrne | 3:32     |  |
| 2.     | «Isle of Hope, Isle of Tears» (2015 Version)                  | Emmett O'Hanlon                                       | 4:29     |  |
| 3.     | «Falling Slowly»                                              | Damian McGinty                                        | 3:57     |  |
| 4.     | «Scorn Not His Simplicity»                                    | George Donaldson                                      | 3:49     |  |
| 5.     | «Friends In Low Places»                                       | Ryan Kelly                                            | 4:12     |  |
| 6.     | «Seven Drunken Nights» (Versión extraída del álbum Mythology) | Keegan / Donaldson / Kelly / Harkin / Cahill / Byrne  | 4:04     |  |
| 7.     | «She’s Always A Woman»                                        | Neil Byrne                                            | 3:23     |  |
| 8.     | «Cat’s In the Cradle»                                         | George Donaldson                                      | 3:46     |  |
| 9.     | «Moondance»                                                   | Ryan Kelly                                            | 4:17     |  |
| 10.    | «Past the Point of Rescue»                                    | Neil Byrne                                            | 3:34     |  |
| 11.    | «She»                                                         | Paul Byrom                                            | 2:58     |  |
| 12.    | «All Out of Love»                                             | Keith Harkin                                          | 4:10     |  |
| 13.    | «This Is the Moment»                                          | Emmet Cahill                                          | 3:33     |  |
| 14.    | «Maid of Culmore»                                             | Donaldson / Kelly / Harkin / Cahill / Byrne           | 2:51     |  |
| 52:26  |                                                               |                                                       |          |  |

### DVD
| Voyage |                                                                                        |                                                       |          |  |
| N.º    | Título                                                                                 | Intérprete(s)                                         | Duración |  |
| 1.     | «Atmos, Druids, Deas, Meus»                                                            | Donaldson / Kelly / Harkin / Cahill / Byrne           |          |  |
| 2.     | «Dúlaman»                                                                              | Furlong / Donaldson / Kelly / Harkin / Cahill / Byrne |          |  |
| 3.     | «Isle of Hope, Isle of Tears»                                                          | Emmet Cahill                                          |          |  |
| 4.     | «The Dutchman»                                                                         | Keith Harkin                                          |          |  |
| 5.     | «Jigs & Reels»                                                                         | Celtic Thunder Band                                   |          |  |
| 6.     | «Lagan Love»                                                                           | Kelly / Cahill / Byrne                                |          |  |
| 7.     | «Black Is the Color»                                                                   | Ryan Kelly / (Neil Byrne en guitarra eléctrica)       |          |  |
| 8.     | «Over the Rainbow»                                                                     | Daniel Furlong                                        |          |  |
| 9.     | «Maid of Culmore»                                                                      | Donaldson / Kelly / Harkin / Cahill / Byrne           |          |  |
| 10.    | «Girls, Girls, Girls»                                                                  | Donaldson / Kelly / Harkin / Cahill / Byrne           |          |  |
| 11.    | «Red Rose Café»                                                                        | George Donaldson                                      |          |  |
| 12.    | «Kindred Spirits»                                                                      | Emmet Cahill                                          |          |  |
| 13.    | «Clancy Brothers Medley» (I'll Tell Me Ma / Courtin’ In the Kitchen / The Irish Rover) | Furlong / Donaldson / Kelly / Harkin / Cahill / Byrne |          |  |
| 14.    | «Past the Point of Rescue»                                                             | Neil Byrne                                            |          |  |
| 15.    | «Ride On»                                                                              | Ryan Kelly                                            |          |  |
| 16.    | «All Day Long»                                                                         | Keith Harkin                                          |          |  |
| 17.    | «The Galway Girl»                                                                      | Furlong / Donaldson / Kelly / Harkin / Cahill / Byrne |          |  |
| --:--  |                                                                                        |                                                       |          |  |